# Катховен, Стевен
Стевен Катховен (нидерл. Steven Caethoven; род. 9 мая 1981 в Генте, Бельгия) — бельгийский профессиональный  шоссейный велогонщик.

## Достижения
2002
1-й Интернати Ренингелст
1-й Гран-при Дуржа
3-й Вламсе Пейл
3-й Льеж — Бастонь — Льеж U23
2003
1-й Гран-при Гела
1-й Дри Зюстерстеден
7-й Омлоп ван хет Васланд
2004
1-й Брюссель — Ингойгем
1-й Гюллегем Курсе
1-й Ванзел Курсе
1-й Гран-при Паула Борреманса
1-й Этап 3 Тур де л'Авенир
1-й Этап 4 Регио-Тур
4-й Дрёйвенкурс Оверейсе
7-й Гран-при Лиллера
2005
1-й Омлоп ван хет Метьесланд
1-й Ванзел Курсе
1-й Лёвсе Пейл
1-й Этап 1 Тур Саксонии
2-й Гран-при Брика Схотте
3-й Омлоп ван хет Хаутланд
7-й Делта Протур
9-й Чемпионат Фландрии
10-й Брюссель — Ингойгем
2006
1-й Этап 5 Тур Рейнланд-Пфальца
2-й Лёвсе Пейл
7-й Гран-при Марсельезы
8-й Гран-при Денена
2007
1-й Этап 2 Тур Даун Андер
7-й Венендал — Венендал
9-й Интернати Ренингелст
10-й Схелдепрейс
2008
1-й Гран-при Паула Борреманса
1-й Гран-при Эйгена Роггемана
1-й Этап 5 Тур Нормандии
5-й Классика Атлантической Луары
8-й Гран-при Ренна
2009
1-й Стадпрейс Герардсберген
1-й Ванзел Курсе
3-й Париж — Труа
6-й Три дня Западной Фландрии
7-й Тро-Бро Леон
10-й Тур Нормандии
1-й Этап 2
2010
1-й Гран-при Люсьена Ван Импе
1-й Гран-при Кортемарка
2-й Гран-при 1-го мая
5-й Гран-при Зоттегема
5-й Тур Бохума
10-й Тур Зеландии
10-й Ле-Самен
2011
1-й Ванзел Курсе
1-й Гран-при Франса Мелкенбека
1-й Этап 2 Тур Зеландии
2012
1-й Гран-при Ефа Схеренса
1-й Рюддерворде Курсе
1-й Гран-при Паула Борреманса
2-й Вламсе Пейл
2-й Классика Стана Оккерса
5-й Париж — Камамбер
5-й Рут Адели
6-й Флеш д'Эмерод
5-й Гран-при Крикельона
7-й Омлоп ван хет Васланд
2013
1-й Рюддерворде Курсе
Рут-дю-Сюд
1-й  Спринтерская классификация
4-й Тур Лимбурга